# Гасба/Арабія – Васіт
Гасба/Арабія – Васіт – офшорна трубопровідна система, за допомогою якої продукцію газових родовищ подали на береговий газопереробний завод Васіт.
В 2015-му на східному узбережжі Саудівської Аравії почав роботу ГПЗ Васіт, який працює з продукцією родовищ Гасба та Арабія. Для її транспортування облаштували систему, що включає:
- встановлену в районі з глибиною моря 45 метрів платформу для маніфольда HSBH TP-1, до якої за допомогою з'єднувальних трубопроводів діаметром 300 мм та сукупною довжиною 20 км під’єднані сім платформу для розміщення фонтанних арматур першої фази родовища Гасба;
- встановлену в районі з глибиною моря 51 метр платформу для маніфольда ARBI TP-1, до якої за допомогою з'єднувальних трубопроводів діаметром 300 мм та сукупною довжиною 22 км під’єднані шість платформу для розміщення фонтанних арматур родовища Арабія;
- дві нитки діаметром 900 мм та довжиною 126 км та 129 км, які прямують від платформ HSBH TP-1 та ARBI TP-1 до берегового вузла клапанів;
- розташовану в районі з глибиною моря 25 метрів допоміжну платформу для подачі хімікатів, через яку проходять обидві нитки системи;
- допоміжний трубопровід для транспортування розчинника сірки, який проходить від берегового вузла клапанів до HSBH TP-1 (продукція Гасби містить особливо багато сірководню) та на ділянці довжиною 56 км до допоміжної платформи для подачі хімікатів має діаметр 150 мм, який далі зменшується до 100 мм;
- допоміжний трубопровід для транспортування моноетиленгліколю (традиційно використовується у газовій промисловості для попередження утворення гідратів), який на ділянці довжиною 56 км від берегового вузла клапанів до допоміжної платформи має діаметр 300 мм, після чого розгалужується на дві нитки з діаметрами 273 мм та загальною довжиною 145 км;
- наземну ділянку траси від берегового вузла клапанів до ГПЗ Васіт завдовжки біля 13 км.
Надбудови (топсайди) платформ  HSBH TP-1 та ARBI TP-1 вагою 5000 тон та 4600 тон відповідно встановив плавучий кран великої вантажопідйомності Lan Jing. Він же змонтував розташовану на трасі допоміжну платформу, що важила 1800 тон. Монтаж видобувних платформ та спорудження трубопроводів провели кранові/трубоукладальні судна Castoro II та Castoro Otto. 